# Hans Winterstein (Mediziner)
Hans Winterstein (* 31. Juli 1879 in Prag in Österreich-Ungarn; † 18. August 1963 in München) war ein österreichisch-deutscher Physiologe. Er wirkte von 1911 bis 1927 an der Universität Rostock und von 1927 bis 1933 an der Universität Breslau. Nach der Machtergreifung der Nationalsozialisten emigrierte er in die Türkei, wo er 1941 die Staatsbürgerschaft erhielt und von 1934 bis 1953 an der Universität Istanbul tätig war. Er wurde 1953 emeritiert und kehrte drei Jahre später nach Deutschland zurück, wo er bis kurz vor seinem Tod als Gastprofessor an der Universität München forschte.
Schwerpunkte der Forschung von Hans Winterstein waren die physiologische Rolle des Sauerstoffs sowie die Regulation der Atmung. Hierzu formulierte er 1910 erstmals die „Wintersteinsche Reaktionstheorie“, die er in späteren Veröffentlichungen mehrfach überarbeitete. In Anerkennung seines Wirkens wurde er am 12. Mai 1922 (Matrikel-Nr. 3462) in die Leopoldina aufgenommen und 1951 zum Ehrenmitglied der Deutschen Physiologischen Gesellschaft ernannt. Darüber hinaus erhielt er Ehrendoktorate mehrerer Universitäten und 1955 das Große Bundesverdienstkreuz.

## Leben

### Zeit in Rostock und Breslau
Hans Winterstein wurde 1879 als Sohn des Fabrikanten und kaiserlichen Rates Wilhelm Winterstein und von Emilie Winterstein, geb. Edle von Bronneck, in der böhmischen Hauptstadt Prag geboren, wo er ab 1889 auch das dortige humanistische deutsche Gymnasium besuchte:S. 81 und 1897 das Abitur erlangte. Er studierte anschließend von 1897 bis 1903 Medizin an der Prager Karl-Ferdinands-Universität, an der Universität Jena und an der Universität Göttingen, unter anderem bei dem in Jena und später in Göttingen tätigen Physiologen Max Verworn, und wurde 1903 in seiner Heimatstadt Prag promoviert. Danach wirkte er als wissenschaftlicher Mitarbeiter bei Verworn am Physiologischen Institut der Göttinger Universität sowie ab 1905 am Physiologischen Institut der Universität Kiel. Am 30. August 1904 heiratete er in Göttingen Isabella Marie Wilhelmine Lambert (1876–1963), mit der er die Söhne Carl Edwin Winterstein Lambert (1906–1990) und Hans Henry Winterstein Gillespie (1910–1994; Vater der Sängerin und Schauspielerin Dana Gillespie) hatte.
Im Jahr 1906 erlangte er unter Oscar Langendorff mit einer Arbeit über den Mechanismus der Gewebsatmung die Habilitation für vergleichende Physiologie an der Universität Rostock, an der er anschließend zunächst als Privatdozent und ab 1910 als Titularprofessor tätig war. Fünf Jahre später wurde er dort im Alter von 31 Jahren als hausberufener Nachfolger von Willibald Nagel zum ordentlichen Professor für Physiologie und zum Direktor des Physiologischen Instituts berufen. Zu seinen Schülern zählten dort Else Hirschberg und Hans Hermann Weber. Während seiner Zeit in Göttingen und Rostock absolvierte Hans Winterstein außerdem mehrere Aufenthalte in der Zoologischen Station Neapel. Er betätigte sich darüber hinaus politisch und gehörte für die Deutsche Demokratische Partei der Rostocker Bürgervertretung sowie von Januar 1919 bis Juni 1920 dem verfassungsgebenden Landtag des Freistaates Mecklenburg-Schwerin an, in welchem er sich für die bürgerlich-parlamentarische Demokratie einsetzte. 1927 folgte er einer Berufung an die Universität Breslau auf den dortigen Lehrstuhl für Physiologie, den zuvor unter anderem Jan Evangelista Purkyně und Rudolf Heidenhain innegehabt hatten. Dem Breslauer Physiologischen Institut stand Winterstein dann bis 1933 als Direktor vor.

### Emigration in die Türkei
Nach der Machtübergabe an die Nationalsozialisten wurde Hans Winterstein aufgrund seiner jüdischer Herkunft 1933 vom Vorlesungsbetrieb suspendiert, obwohl er sich bereits im Jahre 1897 römisch-katholisch taufen ließ. Im selben Jahr übernahm er mit 54 Jahren, einer Einladung der türkischen Regierung folgend, eine Gaststelle an der Universität Istanbul, an die er nach seiner Entlassung aus seinem Amt in Breslau im folgenden Jahr endgültig wechselte. Seine Frau, die ihn zunächst in die Türkei begleitete, folgte später den gemeinsamen zwei Söhnen, die in England studierten, und ließ sich 1938 scheiden.
Hans Winterstein wurde an der Medizinischen Fakultät der Istanbuler Universität ordentlicher Professor für Physiologie und Gründungsdirektor des dortigen Physiologischen Instituts. Seine Vorlesungen hielt er zunächst mit Hilfe eines Dolmetschers und später selbst in türkischer Sprache, in der er in der Folgezeit auch Lehrbücher verfasste. Im Exil lernte er seine zweite Frau kennen. Er widmete sich auch an der Universität Istanbul der Grundlagenforschung und machte darüber hinaus die allgemeine Physiologie zu einem eigenständigen Prüfungs- und Unterrichtsfach in der Türkei.:S. 8 Nach anfänglichen Schwierigkeiten bei der Eingewöhnung fühlte er sich später wohl in seinem Gastland, in welchem er Anerkennung fand und 1941 die Staatsbürgerschaft erhielt. Unter den deutschen Wissenschaftlern, die in die Türkei emigriert waren und dort an der von Mustafa Kemal Atatürk initiierten Modernisierung der Hochschulen und des Bildungswesens mitwirkten, erhielt Hans Winterstein neben dem Astronomen Wolfgang Gleißberg, der bis 1958 im Land blieb, die meisten Vertragsverlängerungen.

### Rückkehr nach Deutschland
Hans Winterstein wurde 1953 an der Universität Istanbul emeritiert und kehrte 1956 im Alter von 77 Jahren auf eine Einladung nach München nach Deutschland zurück, wo er am Institut für Physiologie der Universität München eine Gastprofessur übernahm und bis wenige Wochen vor seinem Tod wissenschaftlich tätig war. Mehrmals im Jahr besuchte er die Türkei und erholte sich in seinem Haus am Bosporus von den „Anstrengungen und Strapazen“ in München.:S. 82 In autobiografischen Erinnerungen bezeichnete er seine Zeit in München als „happy end“ seines Lebens. Im Jahr 1963 starb er dort an einer Herzerkrankung.

## Wissenschaftliches Wirken

### Physiologische Rolle des Sauerstoffs
Hans Winterstein beschäftigte sich anfangs insbesondere mit der Physiologie des Zentralnervensystems und mit Untersuchungen zur Ermüdung und zur Muskelstarre sowie, bis zu seinem Wechsel nach Breslau, zur Narkose. Hinzu kamen Studien im Bereich der vergleichenden Physiologie zu Blutgasen bei Seetieren, zur Regulation der Atmung und zur Herzphysiologie. Verbindender Aspekt dieser thematisch breit gefächerten Arbeiten war die Untersuchung der Bedeutung des Sauerstoffs und der Auswirkungen eines Sauerstoffmangels. Er konnte dabei zeigen, dass die Organe von höheren Lebewesen auch bei Abwesenheit von Sauerstoff noch einige Zeit lang funktionieren, und dass dies nicht, wie unter anderem von Max Verworn vermutet, auf Sauerstoffreserven in den Zellen beruht.
Damit waren seine Ergebnisse grundlegend für die Unterscheidung zwischen aeroben und anaeroben Prozessen des Energiestoffwechsels in den Geweben höherer Tiere. Aus seiner Forschung ergaben sich darüber hinaus methodische Arbeiten, die er unter anderem in verschiedenen Handbüchern veröffentlichte. So beschäftigte er sich bereits früh, während seiner Zeit in Rostock, mit Möglichkeiten zur Messung des Sauerstoffverbrauchs in Nervengewebe, wodurch er als Experte auf diesem Gebiet galt und außerdem wichtige Grundlagen für die neurologische Forschung legte.

### Reaktionstheorie der Atmungsregulation
Aufbauend auf seinen eigenen Forschungsergebnissen und den Erkenntnissen anderer Wissenschaftler wie John Scott Haldane entwickelte Hans Winterstein eine von ihm erstmals 1910 vorgestellte Theorie der chemischen Atmungsregulation bei Säugetieren. Diese erhielt in der Fachwelt die Bezeichnung „Wintersteinsche Reaktionstheorie“ und markiert den Beginn der Aufklärung der physiologischen Steuerung der Atmung im 20. Jahrhundert. Ihr zentrales Element war die Annahme, dass Kohlendioxid über eine Ansäuerung der Flüssigkeit im Extrazellularraum des Atemzentrums die Atmung anregt. Der pH-Wert im Atemzentrum würde dabei wiederum sowohl durch den pH-Wert im Blut als auch durch die Atmung selbst beeinflusst, die damit in dieser Theorie einen Regler darstellt. Die Wirkung eines Sauerstoffmangels erklärte Hans Winterstein über Wasserstoffionen, die aus unvollständig oxidierten Stoffwechselprodukten resultierten.
In späteren Arbeiten zu diesem Thema, das ihn während seines gesamten wissenschaftlichen Schaffens begleitete, berücksichtigte er Erkenntnisse anderer Forscher wie des späteren Nobelpreisträgers Corneille Heymans. Diese Überarbeitungen und Ergänzungen seiner Theorie betrafen vor allem die anatomische Lage der Sensoren für die chemische Steuerung der Atmung sowie die Rolle der Blut-Liquor-Schranke für die Wirkung des Kohlendioxids, während die zentralen physikochemischen Annahmen unverändert blieben. Noch 1955 veröffentlichte er in der Reihe „Ergebnisse der Physiologie, Biologischen Chemie und Experimentellen Pharmakologie“ eine monografische Abhandlung zur chemischen Steuerung der Atmung. Weitere Untersuchungen anderer Wissenschaftler zur Wirkung der Konzentration an Wasserstoffionen im Liquor cerebrospinalis, durchgeführt unter anderem von Isidoor Leusen an Hunden und von John Pappenheimer an Ziegen, bestätigten die grundlegende Richtigkeit der Ideen von Hans Winterstein.

## Auszeichnungen
Zu den Ehrungen, die Hans Winterstein für seine Forschung erhielt, zählten unter anderem Ehrendoktorate der Medizinischen Fakultäten der Universitäten Heidelberg und Köln sowie der Naturwissenschaftlichen Fakultät der Universität München. Bereits 1922, im Alter von 43 Jahren, wurde er in die Deutsche Akademie der Naturforscher Leopoldina aufgenommen. Von den 35 Leopoldina-Mitgliedern jüdischer Abstammung, die nach 1933 Deutschland verließen, war er neben dem Botaniker Ernst Pringsheim der Einzige, der nach dem Ende des Zweiten Weltkrieges wieder zurückkehrte.
Hans Winterstein wurde außerdem zum korrespondierenden Mitglied der Reale Accademia Medica di Roma und 1951 zum Ehrenmitglied der Deutschen Physiologischen Gesellschaft ernannt. 1955 übergab ihm der deutsche Botschafter in der Türkei das Große Bundesverdienstkreuz. Im gleichen Jahr hielt Hans Winterstein an der Harvard University die Edward Kellogg Dunham Lectures for the Promotion of the Medical Sciences.

## Veröffentlichungen (Auswahl)
Winterstein verfasste rund 100 Monographien, bevor er in die Türkei emigrierte, und dort ebenfalls etwa 100 Schriften publizierte.:S. 82 und 84 Hierzu zählen unter anderem folgende Werke:
- Physiologie des Menschen. Vier Bände. Jena 1905–1911 (Übersetzung aus dem Italienischen und deutsche Bearbeitung).
- Handbuch der vergleichenden Physiologie. Vier Bände (gebunden in acht Büchern). Jena 1910–1925 (als Herausgeber).
- Die Narkose in ihrer Bedeutung für die allgemeine Physiologie. Berlin 1919 (2. Auflage 1926).
- Kausalität und Vitalismus. 2. Auflage. Breslau 1928.
- Schlaf und Traum. Berlin 1932 (2. Auflage 1953); Neuausgabe (= Verständliche Wissenschaft. Band 18). Springer-Verlag, Berlin.
- Neuere Untersuchungen zur Theorie der Narkose. Band 1. Moskau 1936.
- Animal Fiziyoloji Dersleri. [Lehrbuch der Tierphysiologie] Übersetzt von Sadi Irmak. Istanbul 1939 (= İstanbul Üniversitesi Yayimlariadan. Band 77); 2. Auflage ebenda 1943.
- mit Meliha Terzioğlu: Fiziyloji dersleri. Istanbul 1946; 2. Auflage ebenda 1951.

## Weiterführende Veröffentlichungen
- Hans Winterstein: Skizzen aus meinem Leben. In: Rubrik „Ärzte unserer Zeit in Selbstdarstellungen“ der Zeitschrift Hippokrates – Wissenschaftliche Medizin und praktische Heilkunde im Fortschritt der Zeit. 33(2)/1962. Hippokrates-Verlag, S. 79–83, ISSN 0018-2001 (autobiographische Erinnerungen).
- Wolfgang Kimenkowski: Das technisch-apparative Instrumentarium zur Entwicklung der Reaktionstheorie über die chemische Atmungsregulation durch den Physiologen Hans Winterstein (1879–1963). Dissertation an der Medizinischen Fakultät der Ruhr-Universität Bochum, Bochum 1999.